# En sjöman går i land (bok)
En sjöman går i land är en roman skriven av Aksel Sandemose, 1931. Den svenska översättningen gjordes av Cilla och Eyvind Johnson och gavs ut 1935. Bokens förstaupplaga gavs ut av Gyldendal forlag.
Huvudpersonen Arnakke från Norge, får hyra ombord på en skonert till Newfoundland där han går iland. Han får problem, och kommer på kant med lokalbefolkningen. Romanen är skriven i en nyrealistisk stil. Bokens efterföljare är En flykting korsar sitt spår.
Att boken alls skrevs var delvis en effekt av en resa till Kanada, sponsrad av Canadian Pacific Railway, som författaren gjorde 1927.
Boken finns filmatiserad som Misery Harbour från 1999, med Nikolaj Coster-Waldau i huvudrollen. Den svenska titeln är Flykten från Jante.